# 안산중앙초등학교
안산중앙초등학교는 대한민국 경기도 안산시 단원구 중앙동에 있는 공립 초등학교이다.

## 학교 연혁
- 1986년 6월 30일: 안산중앙국민학교 개교
- 1987년 9월 1일: 경일국민학교 분리 / 4,5학년 편입
- 1988년 6월 14일: 학교 급식 실시
- 1989년 3월 1일: 덕성국민학교 분리
- 2007년 12월 30일: 안산교육청[2] 학교평가 최우수교 선정
- 2008년 9월 1일: 제7대 정주원 교장 부임

## 참고 자료
- 안산중앙초등학교 - 한국교육학술정보원 학교알리미